# Typhlodaphne
Typhlodaphne is een geslacht van weekdieren uit de klasse van de Gastropoda (slakken).

## Soorten
- Typhlodaphne corpulenta (Watson, 1881)
- Typhlodaphne filostriata (Strebel, 1905)
- Typhlodaphne paratenoceras (Powell, 1951)
- Typhlodaphne payeni (Rochebrune & Mabille, 1885)
- Typhlodaphne platamodes (Watson, 1881)
- Typhlodaphne purissima (Strebel, 1908)
- Typhlodaphne strebeli Powell, 1951